# اكمة الكريف (حزم العدين)

تعديل مصدري - تعديل

اكمة الكريف محلة تابعة لقرية الصلبة، التابعة لعزلة بني سليمان بمديرية حزم العدين إحدى مديريات محافظة إب في الجمهورية اليمنية، بلغ تعداد سكانها 43 حسب تعداد اليمن لعام 2004.

## وصلات خارجية
- المركز الوطني للمعلومات باليمن